# Zarečica
Zarečica is een plaats in Slovenië en maakt deel uit van de gemeente Ilirska Bistrica in de NUTS-3-regio Notranjskokraška. De plaats telde 124 inwoners op 1 januari 2020.